# 유마코치미어족
유마-코치미어족(Yuman-Cochimí)은 오늘날의 멕시코 바하칼리포르니아주, 소노라주 북부, 미국 캘리포니아주 남부, 애리조나주 서부에 걸쳐 사용되었던 원주민 언어들이 이루는 어족이다. 코치미어는 20세기 이전에 이미 사멸했으며, 유마 언어들도 대부분 사멸 위기에 처해 있다.

## 분류
어족의 핵심부를 이루는 것은 유마어족(Yuman)으로, 대략 10여 개의 언어로 구성된다. 한편 일찍이 사멸한 코치미어는 유마어족이 확립된 이후에 관련성이 특정되었으며 더 분기가 깊은 것으로 밝혀졌다.
- 코치미어(Cochimí)†
- 킬리와어(Kiliwa)
- 핵심 유마어파(Yuman)
  - Delta–California Yuman
    - 이파이어(Ipai)
    - 쿠미아이어(Kumeyaay)
    - 티파이어(Tipai)
    - 코코파어(Cocopah)

  - River Yuman
    - 퀘찬어(Quechan)
    - 마리코파어(Maricopa)
    - 모하베어(Mojave)

  - Pai
    - 야바파이어(Yavapai)
    - 하바수파이-왈라파이어(Havasupai–Hualapai)
    - 파이파이어(Paipai)